# (16093) 1999 TQ180
1999 تي كيو 180 (ويعرف أيضًا باسم (16093) 1999 تي كيو 180 وفق تسمية الكوكب الصغير) (بالإنجليزية: 1999 TQ180)‏ هو كويكب ضمن حزام الكويكبات؛ وترتيبه 16093 من حيث الاكتشاف.
اكتُشف هذا الجُرم الفلكي بواسطة بحث لنكولن عن الكويكبات القريبة من الأرض في 10 أكتوبر 1999.

## وصلات خارجية
- (16093) 1999 TQ180 في قاعدة بيانات مختبر الدفع النفاث لأجرام النظام الشمسي الصغيرة

- الاكتشاف · مخطط المدار ·  العناصر المدارية · المعلمات المادية

- (16093) 1999 TQ180 على موقع ويكي سكاي: DSS2, SDSS, GALEX, IRAS, Hydrogen α, X-Ray, Astrophoto, Sky Map, Articles and images